# 蓋斯巴赫河 (克萊納沙夫河支流)
49°57′44.69″N 9°18′20.49″E / 49.9624139°N 9.3056917°E

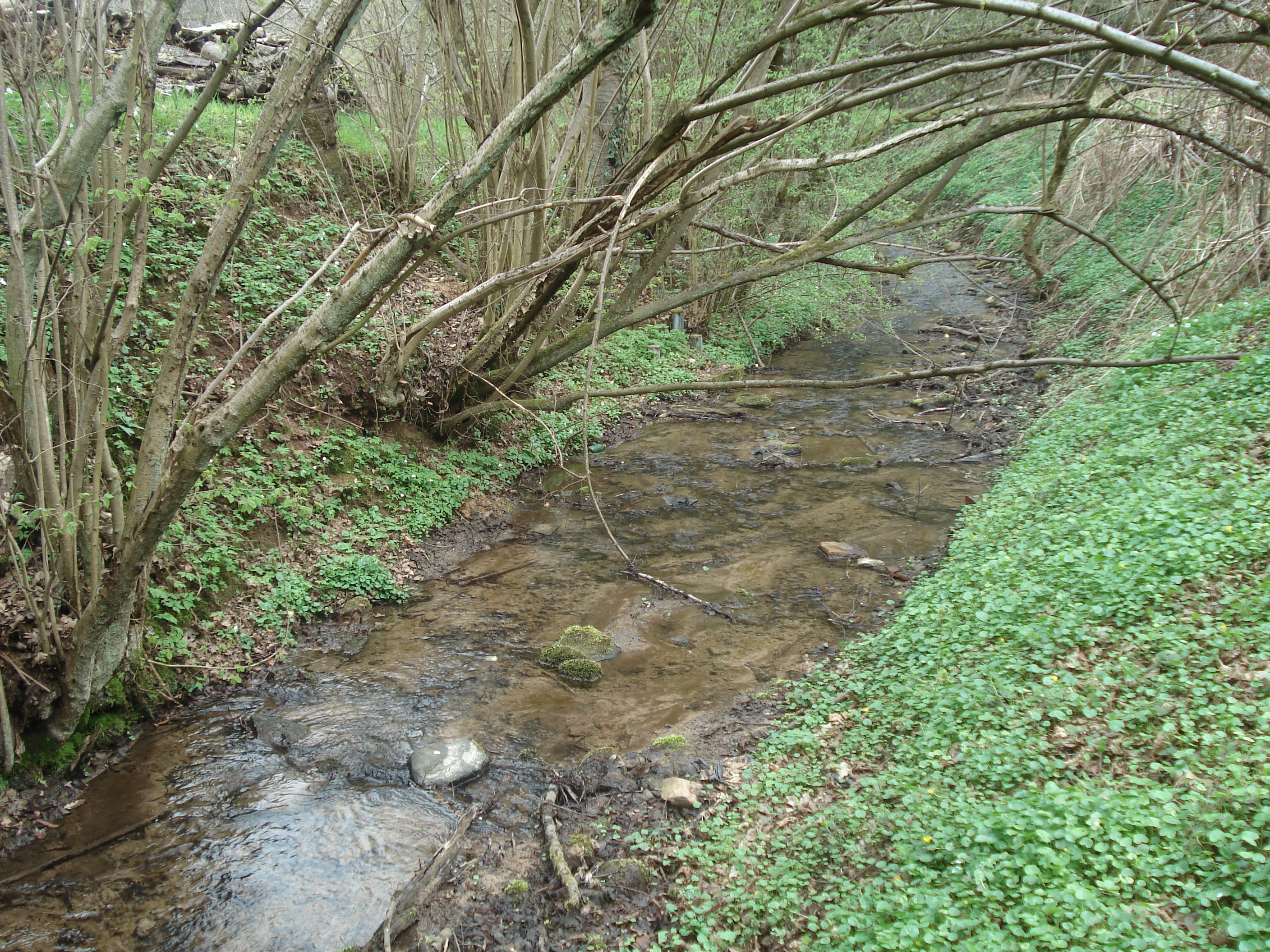

蓋斯巴赫河（德語：Geißbach），是德國的河流，位於該國東南部，由巴伐利亞負責管轄，屬於克萊納沙夫河的左支流，河道全長1.1公里，流域面積1.8平方公里。